# Prismognathus kurosawai
Prismognathus kurosawai là một loài bọ cánh cứng trong họ Lucanidae. Loài này được Fujita & Ichikawa mô tả khoa học năm 1986.